# 穆棱林业局
穆棱林业局，又称穆棱重点国有林管理局，是一个位于中华人民共和国黑龙江省牡丹江市穆棱市的类似乡级单位，亦是中国龙江森林工业集团（黑龙江省森林工业总局）所属的一个林业局，分属牡丹江林业管理局。
穆棱林业局于1947年建局，位于黑龙江省东南部，施业区总面积267,530公顷。总人口30,223人。设有黑龙江穆棱东北红豆杉国家级自然保护区、六峰山国家森林公园。

## 行政区划
穆棱林业局下辖以下单位：
第一社区、第二社区、第三社区、第四社区、第五社区、第六社区、第七社区、第八社区、第九社区、第十社区、第十一社区、第十二社区、第十三社区、第十四社区、第十五社区、第十六社区、第十七社区、第十八社区、第十九社区、第二十社区、莲河经营所、桦树河经营所、杨木桥经营所、双宁经营所、和平经营所、泉眼河经营所、狮子桥经营所、红岩经营所、老道沟经营所、代马沟经营所、磨刀石经营所、西北岔经营所、共和经营所、东兴经营所、牛心山经营所、筒子沟经营所、龙爪沟经营所、头道沟经营所和三新山经营所。